# 寇氏鸚鵡
寇氏鸚鵡（学名：Cyclopsitta diophthalma coxeni），又名雙眼無花果鸚鵡考氏亞種，是澳洲最細小的鸚鵡之一。牠們是雙眼無花果鸚鵡的亞種，現正處於極危的狀況。牠們是由約翰·古爾德（John Gould）以其大舅 Charles Coxen 命名。

## 特徵
寇氏鸚鵡長約15-16厘米，比雙眼無花果鸚鵡的其他亞種大。牠們的尾巴非常短，故給人頭部很大的感觉。寇氏鸚鵡全身主要呈鮮黃綠色，前額是藍色的，被一些紅色羽毛所环绕。兩頰为橙色，其下衬有一条紫藍色的斑紋。雌鳥的外表像雄鳥，但比起雄鳥来羽毛顏色較为灰暗。與麝香吸蜜鸚鵡及姬吸蜜鸚鵡比较起来，寇氏鸚鵡的身型更加肥胖、雙翼較圓，并且彷彿沒有尾巴。寇氏鸚鵡飞行速度很快，一般會在森林最高層上飛行。比起姬吸蜜鸚鵡，寇氏鸚鵡飞行时发出的声音更为尖刺而不连贯。总之，寇氏鸚鵡細小的身形、稀少的數量、与绿叶接近的體色、等待喂食时幼鸟不寻常的安静以及喜歡留在森林最高層的习惯，使得人们很難見到牠們的蹤影。

## 分佈及棲息地
寇氏鸚鵡只限於昆士蘭東南部及新南威爾士東北部，以往以金皮（Gympie）及布萊克爾山脈（Blackall Range）（可能包括瑪麗伯勒）為北界，南至麥基里河（Macleay River），西臨邦亞山（Bunya Mountains）及Koreelah國家公園。另外有些在這些地方以外的未確認報告。牠們棲息在低地及山腳的亞熱帶雨林，有時也會出沒在花園及農地。

## 行為

### 繁殖
寇氏鸚鵡會在枯樹內挖穴築巢。雖然曾發現挖穴的痕跡，但卻從未發現正式的鳥巢。

### 食性
寇氏鸚鵡主要吃無花果及其他水果，也會吃銀樺的花蜜。

## 保育狀況
寇氏鸚鵡被澳大利亚的昆士蘭及新南威爾士州政府列為瀕危物种，同时也被列入澳大利亚联邦政府在1999年颁发的《环境保护与生态多样性保存法》指出的濒危物种中。牠們的棲息地：低地的热带雨林因農業耕作、房屋建筑和对木材的需求而被砍伐殆尽，導致牠們的生存空间急剧减小，数量嚴重下降。在2000年，尚存的成年寇氏鸚鵡估計只有少於100隻，且因为栖居地嚴重分散而还有下降的趨勢。

## 外部連結
- Birds Australia